# Larutia sumatrensis
Espèce
Synonymes
- Chelomeles sumatrensis Bleeker, 1860
- Chelomeles sumatrensis Günther, 1873

Statut de conservation UICN

 DD  : Données insuffisantes
Larutia sumatrensis est une espèce de sauriens de la famille des Scincidae.

## Répartition
Cette espèce est endémique de Sumatra en Indonésie.

## Taxinomie
Chelomeles sumatrensis a été décrit par Bleeker en 1860 et par Günther en 1873, à partir de spécimens que lui a fourni Bleeker. Les différentes sources associent l'un ou l'autre descripteur.

## Étymologie
Son nom d'espèce, composé de sumatr et du suffixe latin -ensis, « qui vit dans, qui habite », lui a été donné en référence au lieu de sa découverte.

## Publications originales
- Bleeker, 1860 : Reptilien van Agam aangeboden door E.W.A. Ludeking. Natuurkundig Tijdschrift voor Nederlandsch Indie, Batavia, vol. 20, p. 325-329 (texte intégral).
- Günther, 1873 : Notes on and descriptions of some lizards with rudimentary limbs, in the British Museum. Annals and magazine of natural history, sér. 4, vol. 12, p. 145-148 (texte intégral).